# Masayuki Yui
Masayuki Yui (油井 昌由樹 Yui Masayuki?, n. 21 septembrie 1947, Prefectura Kanagawa, Japonia) este un actor și  seiyū japonez.

## Biografie
S-a născut în anul 1947 în orașul Kamakura din prefectura Kanagawa. A lucrat ca manager.
Deși nu avea experiență actoricească, Masayuki Yui a fost distribuit de cineastul Akira Kurosawa în rolul cheie al lui Tokugawa Ieyasu, unul dintre principalii rivali ai lui Takeda Shingen și cel mai puternic aliat al lui Oda Nobunaga, din filmul Kagemusha (1980). El a mai apărut ulterior în alte trei filme ale lui Kurosawa: Ran (1985), Vise (1990) și Madadayo (1993). A jucat, de asemenea, și în alte filme, fiind remarcat, de asemenea, pentru rolul din filmul To End All Wars (2001).
Masayuki Yui a fost nominalizat la premiul pentru cel mai bun actor la ediția din 2019 a Flathead Lake International Cinemafest, pentru rolul interpretat în filmul An Affair Remains (2018).

## Filmografie parțială

### Filme de cinema
- 1980: Kagemusha - Ieyasu Tokugawa[8]
- 1985: Ran - Tengo Hirayama[9]
- 1987: Otoko wa tsurai yo: Shiretoko bojô - Hamanasu no Jôren Kyaku
- 1989: Banana Shoot - Sojiiro Inoko
- 1989: Maihime - secretarul de stat
- 1990: Yume - membru al grupului de alpiniști[6]
- 1993: Madadayo - Kiriyama[10]
- 1996: Shiberia Chôtokkyû - narator
- 1996: Gakko II
- 1998: Tokyo Eyes - șeful salonului de înfrumusețare
- 2001: Chungkai, le camp des survivants - cpt. Noguchi
- 2002: Yoru o kakete
- 2007: Watch with Me: Sotsugyou shiashin
- 2009: Shattaazu 4 - Kurazo Shimada
- 2009: Jitensha - bătrânul
- 2010: Rimembaa hoteru
- 2010: Hisshiken torisashi - Ohba
- 2011: Persimmon - Hasegawa
- 2012: Kono sora no hana: Nagaoka hanabi monogatari - Zenjiro
- 2014: Senrigan - Gankane-san
- 2014: Hajimari no shiken - bătrânul

### Filme de televiziune
- 2002: Akira Kurosawa: It Is Wonderful to Create

## Legături externe
- Masayuki Yui la Internet Movie Database